# مارسل بوزوفی
مارسل بوزوفی (فرانسوی: Marcel Bozzuffi‎؛ ۲۸ اکتبر ۱۹۲۸ – ۲ فوریهٔ ۱۹۸۸) بازیگر و صداپیشه اهل فرانسه بود.

## فیلم‌شناسی
- زد
- ارتباط فرانسوی
- گذرگاه
- حادثه‌ای در ترن
- تورین سیاه
- نفس دوباره
- قرارداد مارسی
- تن‌تن و راز پشم طلایی
- وراثت
- تصاویر
- شناسایی یک زن
- کولی
- به پیش یا بمیر
- قفسی برای دیوانگان ۲
- جسدهای سرشناس